# Grossbeckia semimaculata
Grossbeckia semimaculata är en fjärilsart som beskrevs av Barnes och Mcdunnough 1912. Grossbeckia semimaculata ingår i släktet Grossbeckia och familjen mätare. Inga underarter finns listade i Catalogue of Life.